# Liste der österreichischen Botschafter in Schweden
Dies ist eine Liste der österreichischen Gesandten und (seit 1956) Botschafter im Königreich Schweden.

## Missionschefs

### Habsburgische Gesandte (bis 1804)
- 1654–1655 Georg von Plettenberg
- 1673–1674 Adolph Wratislaw von Sternberg

1682: Aufnahme diplomatischer Beziehungen
- 1682–1683: Michael Wenzel von Althann
- 1684–1690: Graf Anton Johann von Nostitz
- 1690–1699: Franz Ottokar von Starhemberg
- 1702–1705: Graf Ludwig von Zinzendorf
- 1706–1707: Graf Ludwig von Zinzendorf
…
- 1719–1728: Burkhard von Frydag
- 1728–1734: Christoph Theodor Antivari (Geschäftsträger)
- 1734–1737: Ferdinand Leopold von Herberstein
- 1737–1750: Christoph Theodor Antivari (Geschäftsträger)
- 1750–1761: Siegmund von Goëß
- 1761–1763: Christoph Theodor Antivari (Geschäftsträger)
- 1763–1764: Theodor von Christiani (Geschäftsträger)
- 1764–1769: Ludwig Karl von Barbiano-Belgiojoso
- 1769–1771: Benedikt de Caché (Geschäftsträger)
- 1771–1774: Anton von Widmann
- 1774–1775: Josef von Preindl (Geschäftsträger)
- 1775–1777: Josef von Kaunitz-Rietberg
- 1777–1778: Josef von Preindl (Geschäftsträger)
- 1778–1779: Johann Friedrich von Kageneck
- 1779–1785: Josef von Preindl (Geschäftsträger)
- 1785–1787: Johann von Mercier (Geschäftsträger)
- 1787–1789: Johann Philipp von Stadion
- 1789–1795: Carl Wilhelm von Ludolf
- 1795–1799: Franz von Swieteczky (Geschäftsträger)
- 1799–1804: Franz von Lodron-Laterano

### k.k. Österreichische Gesandte (bis 1868)
- 1805–1811: Karl Binder von Krieglstein (Geschäftsträger)
- 1811–1813: Adam Albert von Neipperg
- 1813–1815: Franz von Weiss (Geschäftsträger)
- 1815–1820: Adam von Ficquelmont
- 1820–1844: Eduard von Woyna  (Geschäftsträger bis 1829)
- 1844–1847: Valentin Esterházy
- 1847–1849: Friedrich von Thun und Hohenstein
- 1849–1850: Emmerich Széchényi  (Geschäftsträger)
- 1850–1851: Albert von Crivelli   (Geschäftsträger)
- 1851–1859: Ferdinand von Langenau  (Geschäftsträger)
- 1859–1863: Ludwig von Paar
- 1863–1868: Ladislaus von Karnicki  (Geschäftsträger)

### k.u.k. Österreichisch-ungarische Gesandte (bis 1918)
- 1868–1872: Rudolf von Mülinen
- 1872–1874: Otto von Walterskirchen
- 1874–1879: Nikolaus von Pottenburg
- 1879–1894: Karl von Pfusterschmid-Hardtenstein
- 1894–1902: Josef Wodzicki von Granow
- 1902–1905: Otto zu Brandis
- 1905–1909: Albert Eperjesy von Szászváros und Tóti
- 1909–1912: Konstantin Dumba
- 1912–1918: Maximilian Hadik von Futak

### Gesandte der Republik Österreich (1924–1956)
- 1924–1933: Carl Buchberger
- 1933–1938:  Heinrich Sommaruga
- 1938–1947: Unterbrechung der Beziehungen
- 1947–1951: Paul Winterstein
- 1951–1955: Karl Zeileissen

### Botschafter der Republik Österreich seit 1956
- 1956–1965: Rudolf Krippl-Redlich-Redensbruck
- 1965–1967:  Alois Marquet
- 1968–1969:  Ernst Luegmayer
- 1970–1974:  Karl Herbert Schober
- 1974–1979: Karl Fischer
- 1980–1985:  Ferdinand Stolberg
- 1986–1989:  Ingo Mussi
- 1990–1992:  Otto Pleinert – ab 1991 auch Botschafter in Lettland
- 1993–1997:  Franz Parak   – auch Botschafter in Lettland
- 1998–2002: Nikolaus Scherk
- 2002–2005: Peter Pramberger
- 2005–2010: Stephan Toth
- 2010–2013: Ulrike Tilly
- 2013–2018: Arthur Winkler-Hermaden
- 2018–heute: Gudrun Graf